# Liên minh Nghị sĩ hữu nghị Nhật Bản - Việt Nam
Liên minh Nghị sĩ hữu nghị Nhật Bản - Việt Nam (còn gọi là Hiệp hội nghị sĩ hữu nghị Nhật Bản - Việt Nam) là một liên đoàn nghị sĩ phi đảng phái ở Nhật Bản.

## Thành viên/thành viên liên kết
Những người được liệt kê dưới đây là thành viên của nhóm nghị sĩ này.
- Takebe Tsutomu - cựu Chủ tịch, Cố vấn đặc biệt hiện tại[1]
- Nikai Toshihiro - Chủ tịch đương nhiệm[2][3]
- Takebe Arata - Phó Giám đốc Điều hành
- Suga Yoshihide
- Obuchi Yūko[2][4]
- Kishida Fumio[5]
- Inada Tomomi
- Yamaguchi Natsuo
- Moriyama Hiroshi
- Hayashi Motoo
- Higashi Junji
- Hatoyama Yukio
- Hamayotsu Toshiko[Chú thích 1]
- Ogata Yasuo[6]

## Các mục liên quan
- Quan hệ Nhật Bản - Việt Nam
- Trương Thị Mai, Chủ tịch Liên đoàn Nghị sĩ hữu nghị Việt - Nhật (tính đến năm 2022)
- Bộ Chính trị Ban chấp hành Trung ương Đảng Cộng sản Việt Nam.
- Trường Đại học Việt Nhật, Đại học Quốc gia Hà Nội - Takebe Tsutomu là Hiệu trưởng.
- Furuta Motoo